# Kísérleti fejlesztés aktivált értéke
A kísérleti fejlesztés aktivált értéke egy főkönyvi számla (112) és egy mérlegtétel (A/I/2) elnevezése. Az immateriális javak egyik fajtája.
A gazdálkodónak a számviteli politika keretei között döntést kell hoznia arról, hogy a kísérleti fejlesztés közvetlen költségeinek azt a részét, amely nem jelenik meg valamilyen mérlegképes eszköz (próbasorozat, prototípus, stb.) formájában, azokat a tárgyévi eredmény terhére kívánja-e elszámolni vagy eszközként szeretné megjeleníteni a könyveiben és így az értékcsökkenésen keresztül több üzleti év között osztaná el a költségeket.
(A kísérleti fejlesztés általános és közvetett költségei, valamint az alap- és alkalmazott kutatások költségei nem aktiválhatóak. Külön számlán kell vezetni ezeket a költségeket.)
A kísérleti fejlesztés aktivált értékeként kimutatott egyes vagyonelemek értékelésénél a befektetett eszközöknél alkalmazott értékelési modellt kell használnunk vagyis a (múltbéli) bekerülési értéket kell korrigálnunk a elszámolt értékcsökkenések és a terven felüli értékcsökkenés visszaírásának összegével. A tétel jellegéből adódóan a piaci értéken történő értékelés nem lehetséges, hiszen nem forgalomképes, és csupán csak a költségek elszámolásának speciális módozatának tekinthetjük. A hasznos élettartamuk 1-5 évig terjedhet,  a hasznos élettartam végére 0-ig kell azokat leírni, vagyis maradványértékük nem lehet.